# Don Ed Hardy
Don Ed Hardy (1945) amerikai tetoválóművész, aki a kaliforniai Newport Beach-en született. Ismertnek számít a tetoválásairól, a modern tetováló stílusra gyakorolt hatásáról és az ugyanilyen nevű ruhamárkájáról.

## Élete
1945-ben született. Gyerekkorától fogva érdeklődik a tetoválás iránt: egyik barátjának apja katonai tetoválásokat viselt, ez ihlette őt arra, hogy tollakat és színes ceruzákat ragadjon, és a környéken lakó gyerekekre rajzoljon. Nagy hatással volt rá az anyja is, aki bátorította őt, hogy folytassa a tevékenységét.
Miután befejezte a középiskolát, a Laguna Beach Art Festivalon mutatta be művészetét. A San Francisco Art Institute-on tanult. Itt tanult meg rajzolni Joan Brown-tól és szobrászkodni Manuel Neri-től.
Jelenleg nyugdíjasként él.
A 2000-es években a Ku USA, Inc. gyártásában jelentek meg a mintáival ellátott ruhák, licensz alapján. Hardy és a Ku USA megalapították a Hardy Way LLC-t, amely az Ed Hardy márkanév jelenlegi tulajdonosa. A cég portfóliójába olyan termékek tartoznak a ruházaton kívül, mint a kiegészítők, öngyújtók, parfümök, hajápolási termékek és óvszerek.